# اسم دولي غير مسجل الملكية

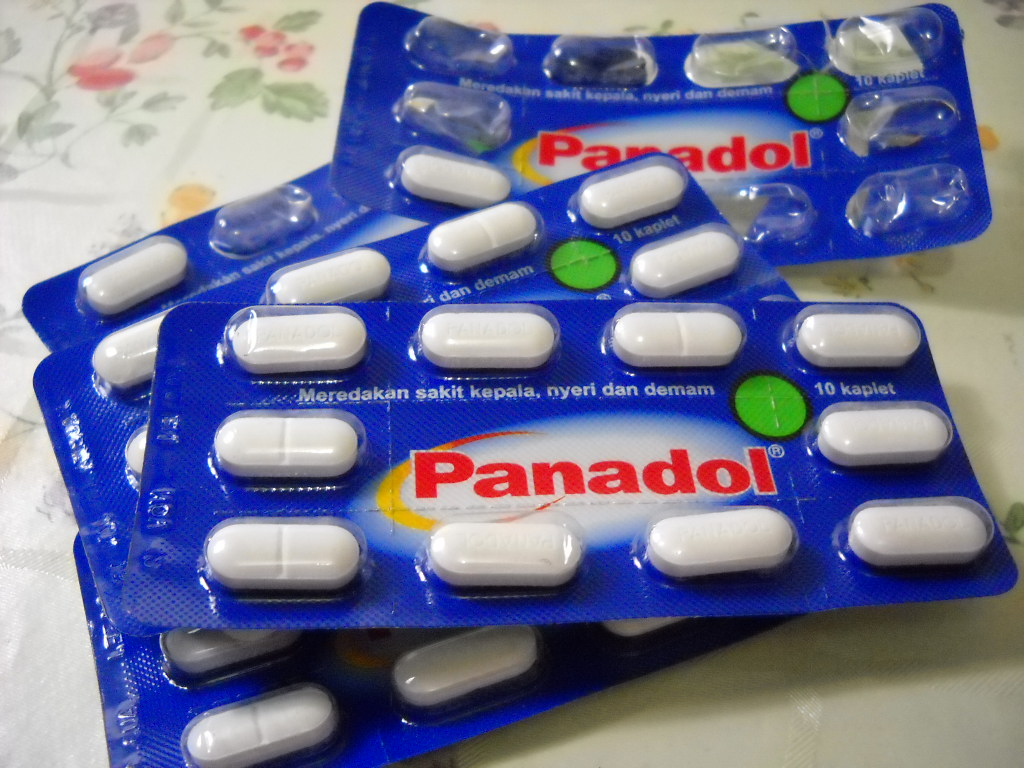

الأسماء الدولية غير مسجلة الملكية (INN أو rINN بالأنجليزية International Nonproprietary Name) أو التسمية الدولية المشتركة (DCI بالفرنسية Dénomination commune internationale) هي الأسماء الرسمية أو غير المسجلة الملكية العامة التي تعطى للمادة الدوائية على النحو المحدد من قبل منظمة الصحة العالمية (WHO). عدد كبير من المواد التي تحتوي على مادة معينة وأسمائها ممكن أن تؤدي إلى ارتباك حول هوية المركب الفعال. الأسماء الدولية غير مسجلة الملكية تسهل معرفة المواد من خلال توفير اسم قياسي لكل مادة؛ فهي مصممة لتكون فريدة ومتميزة وذلك لتفادي الخلط في وصفها، وقد لعبت دورا مماثلا لتسمية الاتحاد الدولي للكيمياء البحتة والتطبيقية (ايوباك).